# Curtain Call: The Hits
Curtain Call: The Hits je "greatest hits" glasbeni album ameriškega raperja Eminema, izdan 6. decembra 2005, pod Dr.Drejevim Aftermath Entertainment. Vsebuje Eminemove najpopularnejše pesmi, kot tudi štiri nove skladbe four; v-živo različica "Stan" z Eltonom Johnom iz njihovega nastopa na 43. podelitvi Grammy nagrad, plus nove pesmi "Fack", "When I'm Gone" in "Shake That" z Nate Doggom. Bil je dvakrat platinast v ZDA, trikrat platinast v Avstraliji in ZK, in štirikrat platinast na Novi Zelandiji. Uvrstil se je na vrh mnogih glasbenih lestvic, vključno z ZK in ZDA. Izdana je bila tudi "Specijalna izdaja", vkljućno z drugim CD-jem, imenovanim Stan's Mixtape, ki je vseboval sedem pesmi, ki niso bile ukjučene v glavnem albumu. Curtain Call: The Hits je bil izdan 9 let po izdaju Eminemovega prvega studijskega albuma, Infinite, in točno 8 let po izdaji njegovega EP-ja, The Slim Shady EP.

## Zgodovina
Pesem imenovana "Nail In The Coffin", posneta leta 2003, je bila odstranjena iz albuma iz neznanega razloga. Curtain Call: The Hits je skočila na vrh albumskih lestvic v ZK. Album je podobno kot Eminemov prejšnji album, Encore, bil izdan v zadnjih dveh dneh v tednu, ampak je bil pordan v skoraj 441,000 kopijah in blizu 324,000 kopijah v drugem tednu, in tako ostal na vrhu lestvic za dva tedna. V tretjem tednu je padel iz prvega na tretje mest, ampak bil prodan v 33% več kopijah kot v drugem tednu; to je skoraj 430,000. Prodan je bil v skoraj 1.2 milijonih kopijah v prvih treh tednih. Tako je album postal Eminemov peti št. 1 v ZDA in ZK, če vključimo filmsko glasbo za njego film, 8 Mile. Curtain Call je bil dvakrat platinast v ZDA. Do 28. novembra 2010, je album bil prodan v  3,222,000 kopijah.

## Seznam pesmi
Vse pesmi je napisal in uglasbil Eminem.
| Št. | Naslov                                  | Note(s)                                   | Dolžina |
| --- | --------------------------------------- | ----------------------------------------- | ------- |
| 1.  | „Intro (Curtain Call)‟                  |                                           | 0:34    |
| 2.  | „Fack‟                                  | - Bass, guitar by Steve King              | 3:26    |
| 3.  | „The Way I Am‟                          | - Originally from the Marshall Mathers LP | 4:51    |
| 4.  | „My Name Is‟                            | - Originally from The Slim Shady LP       | 4:29    |
| 5.  | „Stan‟ (featuring Dido)                 | - Originally from The Marshall Mathers LP | 6:44    |
| 6.  | „Lose Yourself‟                         | - Originally from the 8 Mile soundtrack   | 5:26    |
| 7.  | „Shake That‟ (featuring Nate Dogg)      | - Bass, guitar by Steve King              | 4:34    |
| 8.  | „Sing for the Moment‟                   | - Originally from The Eminem Show         | 5:40    |
| 9.  | „Without Me‟                            | - Originally from The Eminem Show         | 4:51    |
| 10. | „Like Toy Soldiers‟                     | - Originally from Encore                  | 4:56    |
| 11. | „The Real Slim Shady‟                   | - Originally from The Marshall Mathers LP | 4:45    |
| 12. | „Mockingbird‟                           | - Originally from Encore                  | 4:11    |
| 13. | „Guilty Conscience‟ (featuring Dr. Dre) | - Originally from The Slim Shady LP       | 3:20    |
| 14. | „Cleanin' Out My Closet‟                | - Originally from The Eminem Show         | 4:59    |
| 15. | „Just Lose It‟                          | - Originally from Encore                  | 4:09    |
| 16. | „When I'm Gone‟                         | - Keyboards by Luis Resto                 | 4:41    |
| 17. | „Stan‟ (Live) (featuring Elton John)    | - Produced by The Recording Academy       | 6:20    |

## Seznam pesmi (Stan's Mixtape)
| Track listing | Track listing                                         | Track listing                                         | Track listing |
| Št.           | Naslov                                                | Producer(s)                                           | Dolžina       |
| ------------- | ----------------------------------------------------- | ----------------------------------------------------- | ------------- |
| 18.           | „Dead Wrong (Remix)‟ (featuring The Notorious B.I.G.) | Chucky Thompson, P. Diddy & Mario "Yellow Man" Winans | 4:59          |
| 19.           | „Role Model‟                                          | Dr. Dre & Mel-Man                                     | 3:26          |
| 20.           | „Kill You‟                                            | Dr. Dre & Mel-Man                                     | 4:26          |
| 21.           | „Shit on You‟ (with D12)                              | DJ Head; add. prod. Eminem                            | 5:29          |
| 22.           | „Criminal‟                                            | F.B.T & Eminem                                        | 5:14          |
| 23.           | „Renegade‟ (with Jay-Z)                               | Eminem                                                | 5:37          |
| 24.           | „Just Don't Give a Fuck‟                              | Marky & Jeff Bass; add. prod. Eminem                  | 4:02          |